# Melkweg

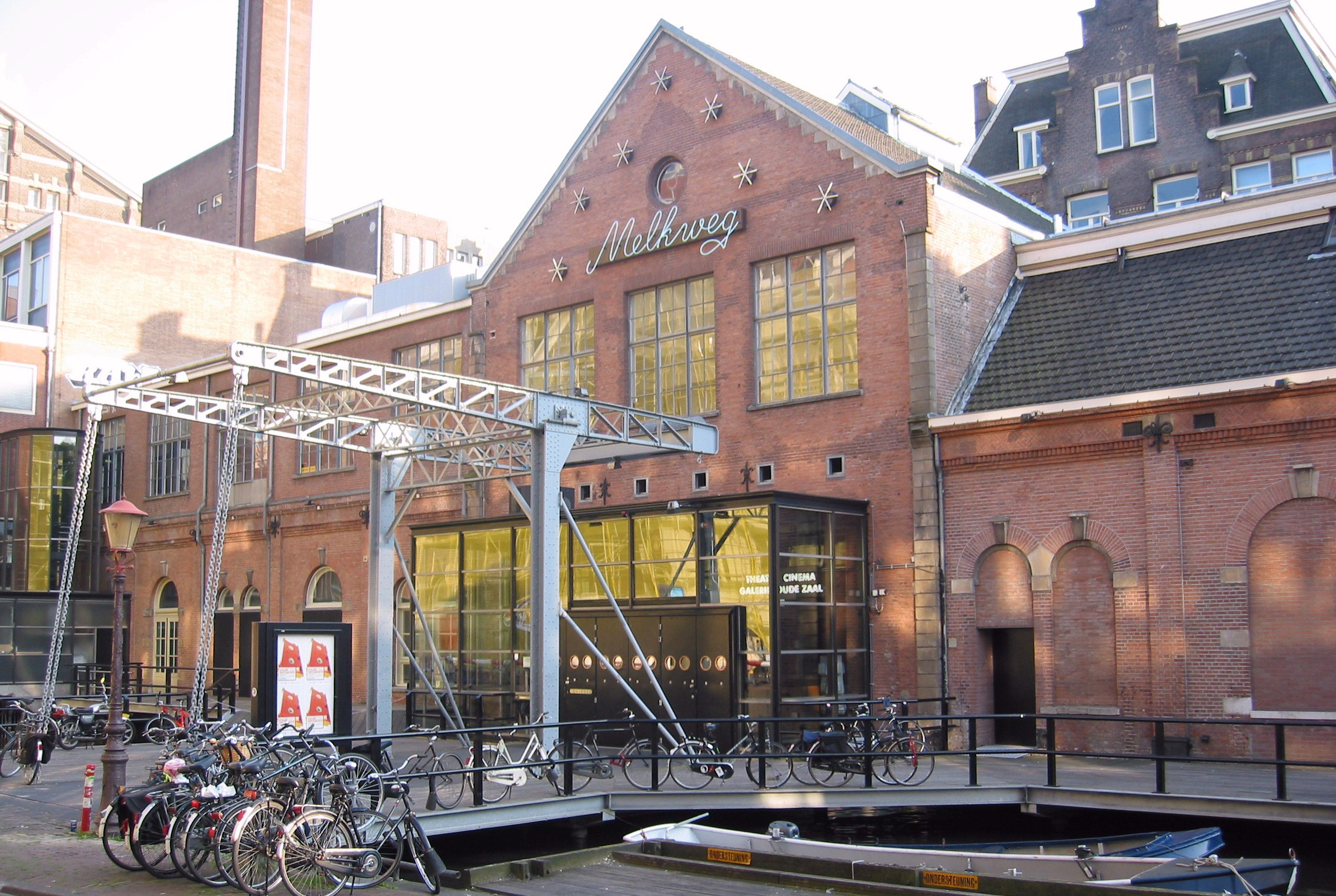
O Melkweg.

O Melkweg é uma tradicional casa de espetáculos localizada na cidade de Amsterdã, nos Países Baixos, com lotação de 1500 pessoas.